# Masayuki Ochiai (regista)
Masayuki Ochiai (落合正幸?, Ochiai Masayuki; 1958) è un regista giapponese.

## Biografia
Masayuki Ochiai è nato nel 1958 ed è cresciuto nel sobborgo di Setagaya, a ovest di Tokyo, dove si trovavano gli studi della Toho, Nikkatsu e Daiei Film. Da giovane si è appassionato a serie e programmi come Ai confini della realtà, The Outer Limits e Ultra Q. Stando alle sue parole, quegli show televisivi  "non lo avrebbero influenzato tanto nello stile, ma nel modo in cui lo hanno entusiasmato quando era giovane"; pertanto il suo obiettivo sarebbe quello di far rivivere "lo stesso tipo di eccitazione" che provava quando li guardava. Ochiai ha dichiarato di essersi ispirato anche a Luci della città e Il monello di Charlie Chaplin. Ha deciso di diventare un regista televisivo durante il periodo trascorso all'Università Nihon.
Nel 1990 Ochiai ha realizzato un cortometraggio per la serie drammatica Yonimo Kimyou Na Monogatari chiamata Midnight Call. Ha anche diretto episodi della serie televisiva Night Head per Fuji TV e del film di fantascienza Black Out. Il suo Parasite Eve del 1997 è basato sull'omonimo romanzo, che è molto conosciuto in Giappone. Anche il successivo Saimin del 1999 è ispirato a un romanzo omonimo. Nel 2008 ha realizzato Ombre dal passato, un film per il mercato cinematografico statunitense e remake del film tailandese Shutter del 2004.

## Filmografia
- Parasite Eve (1997)
- Saimin (1999)
- Yo nimo kimyo na monogatari - Eiga no tokubetsuhen (2000)
- Infection (2004)
- Ombre dal passato (2008)
- Kotodama - Spiritual Curse (2014)
- Ju-on - Owari no hajimari (2014)
- Ju-on: The Final (2015)